# Meiosquilla tricarinata
Meiosquilla tricarinata is een bidsprinkhaankreeftensoort uit de familie van de Squillidae. De wetenschappelijke naam van de soort is voor het eerst geldig gepubliceerd in 1941 door Holthuis.